# Stef Peeters
Stef Peeters  (Meeuwen-Gruitrode, 9 februari 1992) is een Belgisch voetballer. Hij tekende in augustus 2023 voor vier seizoen bij Patro Eisden Maasmechelen.

## Carrière

### KRC Genk
Hij speelde al sinds zijn zevende voor deze club. Hij doorliep alle jeugdreeksen. Op 19 november 2011 maakte hij zijn debuut voor het eerste elftal van KRC Genk in de gewonnen wedstrijd tegen VC Westerlo. Meteen daarna tekende hij zijn eerste profcontract tot 2013 met een optie tot 2014. Zijn tweede wedstrijd was  tegen Cercle Brugge. Hij mocht kort voor het einde invallen en gaf meteen een heel goede pas op Anthony Limbombe die een assist afleverde voor Fabien Camus daardoor werd het 4-2 en was de wedstrijd helemaal gespeeld.
Op 1 januari 2013 werd bekend dat hij voor 1,5 jaar werd uitgeleend aan het Nederlandse Sparta Rotterdam. Voor hij dit deed, verlengde hij zijn contract bij Genk tot 2015. Hij maakte zijn debuut voor Sparta Rotterdam door in de gewonnen wedstrijd tegen SC Cambuur in de basis te starten. Zijn eerste doelpunt maakte hij op 3 februari 2014 in de wedstrijd tegen Jong PSV. In 1,5 seizoen zou hij uiteindelijk aan 28 wedstrijden komen, waarin hij twee keer een doelpunt maakte.

### MVV Maastricht
In het seizoen 2014/2015 werd hij samen met Jordy Croux, Willem Ofori en Alessio Alessandro door Genk uitgeleend aan MVV Maastricht. Deze uitleenbeurten waren ontstaan door het samenwerkingsverband tussen de twee clubs. Hij maakte zijn debuut voor MVV in de wedstrijd tegen Almere City FC. Zijn eerste doelpunt maakte hij op 25 augustus 2014 door in een wedstrijd tegen Jong Twente een strafschop om te zetten.
Op 23 juni 2015 kwam Peeters een eenjarig contract met MVV Maastricht overeen, met een optie voor nog een jaar. In het seizoen 2015/2016 was hij meermaals beslissend voor MVV. Hij wekte de interesse van Sint-Truidense VV. Als MVV via de nacompetitie naar de Eredivisie zou promoveren zou hij in Maastricht blijven omdat dit contractueel vastgelegd was, maar toen dat niet gebeurde vertrok hij naar de Belgische club.

### STVV
Bij STVV maakte Peeters meteen indruk en wist hij snel zijn basisplaats af te dwingen in het elftal van coach Ivan Leko. De voetballiefhebbers leerde Peeters kennen omwille van zijn uitstekende traptechniek met zijn linkervoet. Hierdoor lokte hij ook de interesse van verschillende Belgische topclubs.

### Caen
Peeters vertrok uiteindelijk na één seizoen bij STVV om een contract te tekenen bij de Franse eersteklasser SM Caen. Na een eerste seizoen waar hij geregeld speelkansen kreeg verdween hij in zijn tweede seizoen meer en meer op het achterplan. Hierdoor werd beslist om Peeters in januari 2019 voor een half seizoen uit te lenen aan het Belgische SV Zulte Waregem. Nadat hij terugkeerde van zijn uitleenbeurt kreeg Peeters te horen dat hij mocht vertrekken bij de Franse club.

### Cercle Brugge
In de zomer van 2019 trok Cercle Brugge hem definitief aan. Peeters kende een moeilijk seizoen bij Cercle waar bijna het gehele seizoen tegen de degradatie gestreden moest worden. Toch was hij veel beslissend met 6 goals en 3 assists. Mede hierdoor slaagde Cercle er uiteindelijk toch in zich te handhaven op het hoogste niveau.

### KAS Eupen
Na één seizoen bij Cercle gespeeld te hebben trok Peeters er verrassend genoeg de deur al dicht en werd hij aangetrokken door reeksgenoot KAS Eupen. Op 10 augustus debuteerde hij in de competitiewedstrijd tegen Oud-Heverlee Leuven.

## Clubstatistieken
| Seizoen | Club               | Land               | Competitie         | Competitie | Competitie | Beker | Beker | Europees | Europees | Totaal | Totaal |
| Seizoen | Club               | Land               | Competitie         | Wed.       | Dlp.       | Wed.  | Dlp.  | Wed.     | Dlp.     | Wed.   | Dlp.   |
| ------- | ------------------ | ------------------ | ------------------ | ---------- | ---------- | ----- | ----- | -------- | -------- | ------ | ------ |
| 2011/12 | KRC Genk           | Vlag van België    | Jupiler Pro League | 5          | 0          | 0     | 0     | 0        | 0        | 5      | 0      |
| 2012/13 | KRC Genk           | Vlag van België    | Jupiler Pro League | 0          | 0          | 0     | 0     | 0        | 0        | 0      | 0      |
| 2012/13 | → Sparta Rotterdam | Vlag van Nederland | Eerste divisie     | 11         | 0          | 0     | 0     | —        | —        | 11     | 0      |
| 2013/14 | → Sparta Rotterdam | Vlag van Nederland | Eerste divisie     | 16         | 2          | 1     | 0     | —        | —        | 17     | 2      |
| 2014/15 | → MVV Maastricht   | Vlag van Nederland | Eerste divisie     | 32         | 7          | 1     | 0     | —        | —        | 33     | 7      |
| 2015/16 | MVV Maastricht     | Vlag van Nederland | Eerste divisie     | 39         | 11         | 1     | 0     | —        | —        | 40     | 11     |
| 2016/17 | STVV               | Vlag van België    | Jupiler Pro League | 37         | 5          | 2     | 0     | —        | —        | 39     | 5      |
| 2017/18 | SM Caen            | Vlag van Frankrijk | Ligue 1            | 20         | 0          | 5     | 0     | —        | —        | 25     | 0      |
| 2018/19 | SM Caen            | Vlag van Frankrijk | Ligue 1            | 7          | 0          | 0     | 0     | —        | —        | 7      | 0      |
| 2018/19 | → Zulte Waregem    | Vlag van België    | Jupiler Pro League | 14         | 1          | 0     | 0     | —        | —        | 14     | 1      |
| 2019/20 | Cercle Brugge      | Vlag van België    | Jupiler Pro League | 24         | 6          | 1     | 0     | —        | —        | 25     | 6      |
| 2020/21 | KAS Eupen          | Vlag van België    | Jupiler Pro League | 33         | 3          | 0     | 0     | —        | —        | 33     | 3      |
| 2021/22 | KAS Eupen          | Vlag van België    | Jupiler Pro League | 3          | 1          | 0     | 0     | —        | —        | 3      | 1      |
| Totaal  | Totaal             | Totaal             | Totaal             | 233        | 34         | 11    | 0     | 0        | 0        | 244    | 34     |

## Palmares
| Nationaal          |    |      |
| Belgische Supercup | 1x | 2011 |